# Bloomfield Township (Huron County, Michigan)
Bloomfield Township is een township in Huron County, Michigan, Verenigde Staten. Volgens de volkstelling van 2000 had het 535 inwoners. Binnen de grenzen van het township liggen de plaatsen Lewisville, Rapson en Redman.

## Geografie
Volgens het United States Census Bureau heeft het township een oppervlakte van 93,2 km², waarvan 0,26 km² bestaat uit water.